# Angelika Traugott
Angelika Traugott (* 29. April 1952) ist eine ehemalige deutsche Mittelstreckenläuferin, die sich auf die 800-Meter-Distanz spezialisiert hatte.
Bei den Leichtathletik-Halleneuropameisterschaften 1976 in München wurde sie Fünfte.
1974 und 1976 wurde sie Deutsche Vizemeisterin.
Angelika Traugott startete für den TuS 04 Leverkusen.

## Persönliche Bestzeiten
- 800 m: 2:01,44 min, 6. Juni 1976, Dortmund
- 1500 m: 4:22,1 min, 1. Juli 1978, Dormagen

| Personendaten    | Personendaten                   |
| ---------------- | ------------------------------- |
| NAME             | Traugott, Angelika              |
| KURZBESCHREIBUNG | deutsche Mittelstreckenläuferin |
| GEBURTSDATUM     | 29. April 1952                  |